# シンガポール地下鉄C751A形電車
シンガポール地下鉄C751A形電車（シンガポールちかてつC751Aがたでんしゃ）はシンガポールMRT北東線用の通勤形電車。

## 概要
北東線用車両として、2003年の同線開業から使用されているフランス・アルストム製の電車。編成は両端に制御付随車 (Tc) 、中間に電動車 (M) を配したMT比4M2Tの6両編成である。車体はアルミ合金製で、側面の客用扉は外吊り式の両開き扉を片側に4か所備えている。

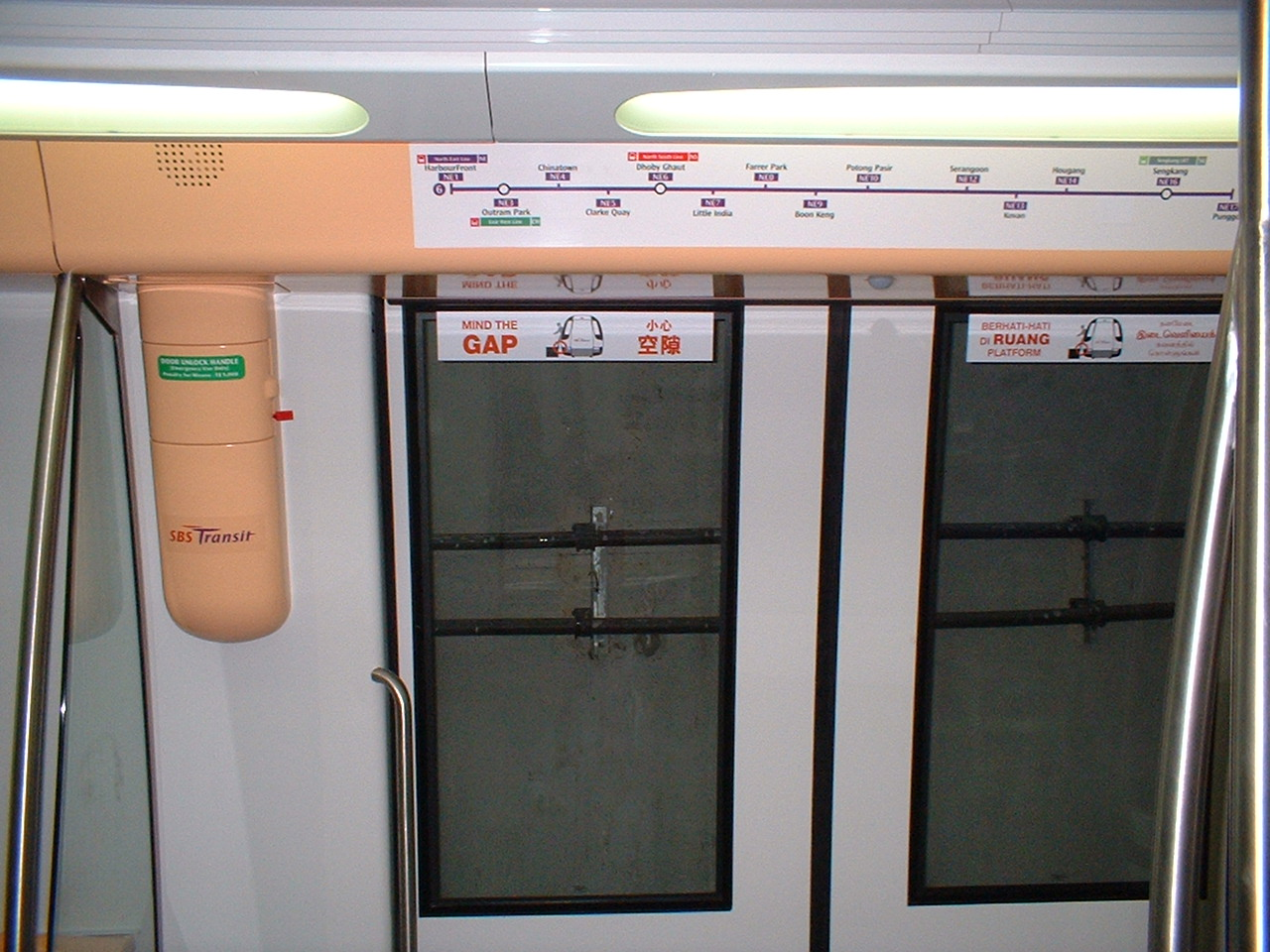
C751A形電車のドア
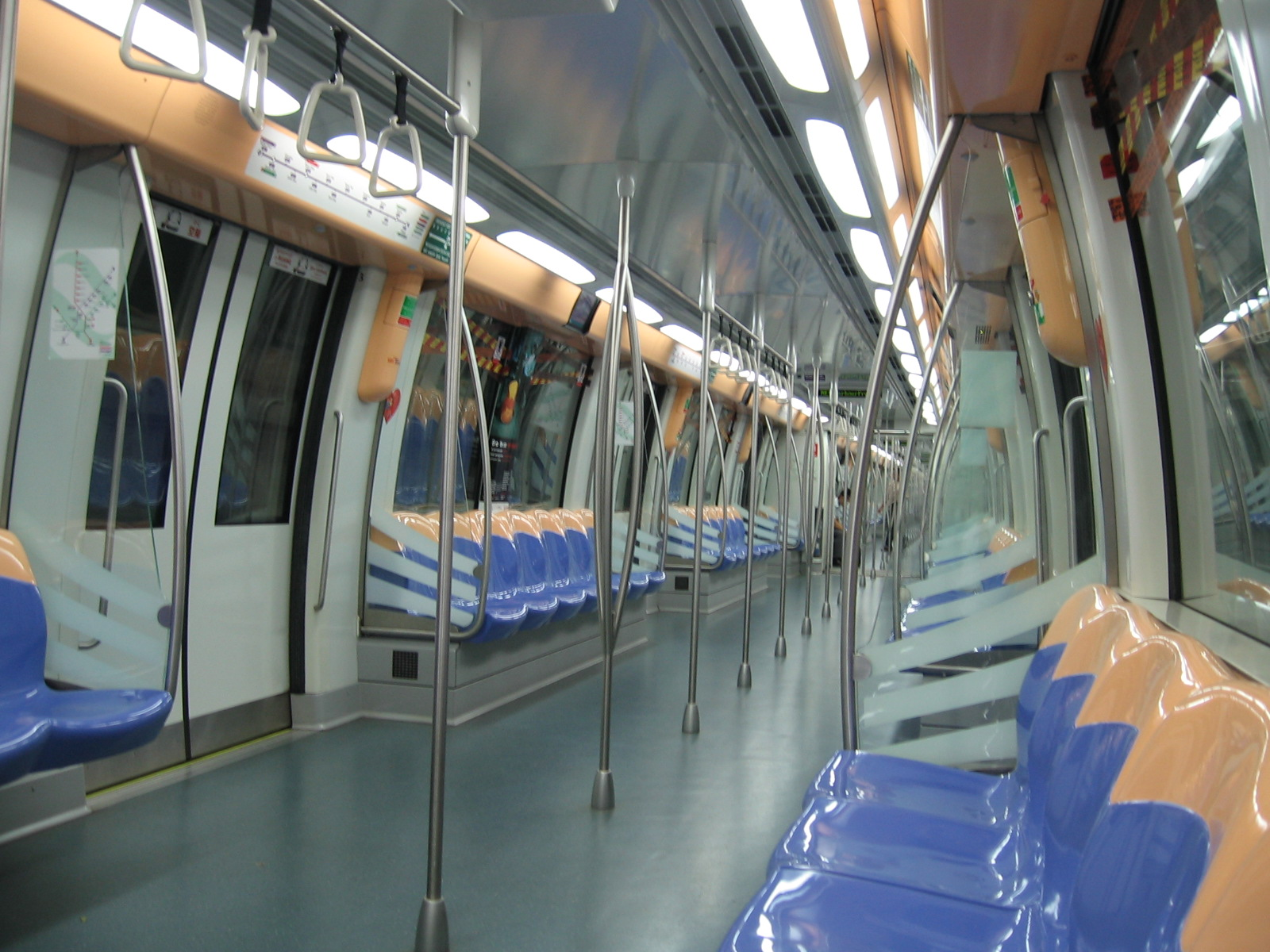
室内